# 斯皮什舊村
斯皮什舊村是斯洛伐克東北部普雷绍夫州的城鎮，面積17.53平方公里，海拔高度505米。

## 歷史
根據文獻，斯皮什舊村於1272年首次被提到。

## 人口
根據2001年人口普查，斯皮什舊村人口2355。斯洛伐克人佔93.76%，斯洛伐克羅姆人佔4.50%，波蘭人佔0.53%，捷克人佔0.30%，烏克蘭人佔0.25%。羅馬天主教徒佔93.25%，希臘天主教徒佔2.93%，沒有宗教信仰佔1.66%，路德教徒佔0.85%。

## 外部連結
- 官方网站  （斯洛伐克語）